# Zasilna zavora (vlak)
Zasilna zavora uporablja veliko večjo zavorno silo kot običajna zavora. Zato vlakovodja zasilno zavoro uporablja res samo v sili, ker upora zasilne zavore lahko privede do poškodb podvozja ali tirov.
Na vlakih ima izraz "zasilna zavora" več pomenov:
- Največja zavorna sila ki je na voljo vozniku vlaka razen običajnega zaviranje, največkrat deluje tako, da se zasilno ročico prestavi v njen oddaljen položaj, ali pa s pritiskom na poseben gumb.
- To je popolnoma ločen sistem zaviranja od običajnega zaviranja, zasnovan tako da ustavi vlak kakor hitro je mogoče.
- Ročica ali gumb za zasilno zaviranje, ki sta na uporabo potnikom delujeta neposredno na zavore ali pa pošlje signal vozniku in potem on ustavi vlak.

## Možne posledice pri uporabi zasilne zavore
Prestavitev ročice v položaj za zasilno zaviranje lahko privede do :
- Prekinitev vlečne sile vlaka
- Prekine dobavo električne energije motorjem
- Onemogoči običajno zaviranje
- Poskrbi da ne neha zavirati dokler se vlak popolnoma ne ustavi
- Poveže zaviralne žice s tlemi da prepreči sprostitev napetosti iz zavor
- Pošlje radijski signal v sili, če je ročica v položaju za zasilno zaviranje več kot 30 sekund

## Potniška uporaba zasilne zavore
Večina vlakov ima v vsakem vagonu ročico za zasilno zaviranje, ki je potnikom na uporabo. V mnogih sodobnih vlakih lahko voznik prepreči zaviranje v sili. Ko potnik sproži zasilno zavoro, ta pošlje signal vozniku, in potem voznik lahko govori z osebo, ki je sprožila zavoro.
Ter se potem na podlagi tega odloči na kakšen način bo ustavil vlak. Za zlorabo zasilnih zavor so razpisane denarne kazni, ki odvračajo potnike od zlorab.

### Preglasitev zasilne zavore
Večina železniških povezav zgrajenih po letu 1980 ima vgrajen komunikacijski gumb ki je vgrajen v voznikovi kabini.Če se aktivira zasilna zavora in vlak ni na varni poziciji za ustavljanje ( v predoru, na mostu, ...) ima voznik približno tri sekunde časa da preglasi alarm s pritiskom na gumb, preden se zavore samodejno sprožijo. Voznik lahko tudi govori z osebo, ki je sprožila alarm. V sodobnih vlakih je ročica za zasilno zaviranje montirana tudi v sanitarije, tako da prihaja do pogoste nenamerne uporabe in predvsem v takih primerih je komunikacijski gumb zelo dobrodošel.